# 渡邊二郎
渡邊 二郎（わたなべ じろう、1931年10月15日 - 2008年2月12日）は、日本の哲学者、ドイツ哲学の研究者。東京大学名誉教授。放送大学名誉教授。専攻は、西洋近現代哲学、現象学。東京大学で博士号（文学、1963年）。
ドイツ観念論、実存主義、解釈学、フッサール、ハイデッガー等についての研究が多数あり、フッサールの『イデーン』、ハイデガーの『存在と時間』など多くの哲学原典の翻訳を行っている。
東京都出身。1991年7月から1995年6月まで日本哲学会の会長を務め、1996年から1999年まで日本シェリング協会の会長を務めた。没後に弟子たちの編集で「著作集」が刊行された。

## 学歴
- 1953年：東京大学文学部哲学科卒業
- 1958年：東京大学大学院人文科学研究科哲学専門課程博士課程単位修得退学

### 職歴
- 1958年：成城大学文芸学部専任講師を経て同助教授
- 1964年：東京大学文学部助教授
- 1978年：東京大学文学部教授
- 1992年：東京大学名誉教授
- 1992年：放送大学教授
- 2001年：放送大学名誉教授[1][2]

## 著書
※は各・電子書籍版も刊

### 単著
- 『ハイデッガーの実存思想』 勁草書房、1962年
- 『ハイデッガーの存在思想』 勁草書房、1962年
- 『ニヒリズム－内面性の現象学』 東京大学出版会、1975年
- 『構造と解釈』 放送大学、1989年／ちくま学芸文庫、1994年
- 『現代哲学 英米哲学研究』 放送大学、1991年／改題『英米哲学入門』 ちくま学芸文庫、1996年
- 『芸術の哲学』 放送大学、1993年／ちくま学芸文庫、1998年
- 『現代の思想的状況 歴史の哲学』 放送大学、1995年／改題『歴史の哲学－現代の思想的状況』 講談社学術文庫、1999年
- 『哲学入門』 放送大学、1996年／改題『はじめて学ぶ哲学』 ちくま学芸文庫、2005年
- 『人生の哲学』 放送大学、1998年／角川ソフィア文庫、2020年※
- 『美と詩の哲学』 放送大学、1999年
- 『現代人のための哲学』 放送大学、2000年／ちくま学芸文庫、2005年
- 『現代の哲学』 放送大学、2001年
- 『自己を見つめる』 放送大学、2002年／左右社 放送大学叢書、2009年、増補版 2021年※
- 『ハイデッガーの「第二の主著」『哲学への寄与試論集』研究覚え書き―その言語的表現の基本的理解のために』理想社、2008年

### 著作集
- 『渡邊二郎著作集』 筑摩書房（全12巻）。2010年10月から翌11年にかけ毎月1冊刊行。

1. 『ハイデッガーI』　※初回配本
2. 『ハイデッガーII』
3. 『ハイデッガーIII』
4. 『ハイデッガーIV』　※最終回配本
5. 『フッサールと現象学』
6. 『ニーチェと実存思想』
7. 『ドイツ古典哲学I』
8. 『ドイツ古典哲学II』
9. 『解釈・構造・言語』
10. 『芸術と美』
11. 『歴史と現代』
12. 『自己と世界』

### 共編・編著
- 共著『西洋思想の流れ』 東京大学出版会、1964年／同・UP選書、1971年
- 『世界の思想家17　ニーチェ』 平凡社、1976年／『ニーチェ・セレクション』 平凡社ライブラリー、2005年※
- 『ハイデガー「存在と時間」入門』 有斐閣・有斐閣選書、1980年／改訂・講談社学術文庫、2011年
- 西尾幹二共編『ニーチェ物語－その深淵と多面的世界』 有斐閣・有斐閣ブックス、1980年／『ニーチェを知る事典』ちくま学芸文庫、2013年
- 泉治典共編『西洋における生と死の思想-西洋精神史入門』 有斐閣・有斐閣選書、1983年
- 『テキストブック西洋哲学史』 有斐閣・有斐閣ブックス、1984年
- 『現代文明と人間』 理想社、1994年
- 山口和子共編『モデルネの翳り シェリング『自由論』の現在』 晃洋書房、1999年

## 訳書
- 『哲学者の書　ニーチェ全集 第3巻』 理想社、1965年／ちくま学芸文庫、1994年
- ハイデッガー『存在と時間』 原佑と共訳、中央公論社「世界の名著」、1971年、新版・中公バックス、1980年／中央公論新社・中公クラシックス 全3巻、2003年※
- シェリング『人間的自由の本質』 中央公論社「世界の名著」、1974年
- ヤスパース『哲学』 小倉志祥・林田新二 共訳、中央公論社「世界の名著」、1976年／新編・中公クラシックス、2011年※
- フッサール『イデーン 純粋現象学と現象学的哲学のための諸構想 I‐1・2　純粋現象学への全般的序論』 みすず書房、1979-1984年
- ヤスパース『ハイデガーとの対決』ハンス・ザーナー編、児島洋・立松弘孝・寺邑昭信 共訳、紀伊國屋書店、1981年、新版1999年
- ヤスパース『哲学の世界史序論』 ザーナー編、共訳、紀伊國屋書店、1985年
- 『ハイデッガー＝ヤスパース往復書簡　1920-1963』 ビーメル/ザーナー編、名古屋大学出版会、1994年
- ハイデッガー『「ヒューマニズム」について』 ちくま学芸文庫、1997年
- フッサール『イデーン III　現象学と、諸学問の基礎』 千田義光 共訳、みすず書房、2010年